# Lockdown 2015
Lockdown 2015 è stata l'undicesima edizione di Lockdown, evento prodotto annualmente dalla Total Nonstop Action (TNA). L'evento è stato registrato il 9 gennaio 2015 al Manhattan Center di New York ed è stato trasmesso il 6 febbraio 2015.
Questa edizione di Lockdown è stata la prima a non essersi svolta sotto forma di pay-per-view.

## Risultati
| # | Incontri | Stipulazioni                                                    | Durata |
| - | --- | --------------------------------------------------------------- | ------ |
| 1 | The Revolution (Abyss e James Storm) (c) ha sconfitto The Hardys (Jeff Hardy e Matt Hardy)                                    | Six sides of steel match per il TNA World Tag Team Championship | 07:57  |
| 2 | Awesome Kong ha sconfitto Havok                                                                                               | Six sides of steel match                                        | 05:01  |
| 3 | Bobby Roode ha sconfitto Eric Young                                                                                           | Six sides of steel match                                        | 08:36  |
| 4 | Tyrus ha sconfitto Mark Andrews e Rockstar Spud                                                                               | Six Sides of Steel match                                        | 05:44  |
| 5 | Team Angle (Kurt Angle, Austin Aries, Gunner e Lashley) ha sconfitto The Beat Down Clan (MVP, Kenny King, Samoa Joe e Low Ki) | Lethal Lockdown match                                           | 16:03  |